# Гробниця Ширваншахів
Гробниця Ширваншахів, усипальниця Ширваншахів, тюрбе Ширваншахів (азерб. Şirvanşahlar türbəsi — одна з трьох будівель, розташованих у нижньому дворі палацового комплексу Ширваншахів (два інших — Шахська мечеть та Палацова лазня). 

## Історія
Над входом в усипальницю збереглася китабе, що розповідає про історію будівництва та архітектури цієї будівлі. У написі вказується ім'я володаря, який наказав спорудити цю будівлю. Це — ім'я володаря ширваншаха Халіл улла I (роки правління 1417—1462). Згадується також час побудови: на усипальниці позначений 839 рік хіджри (1435/1436 рр.).  Китабе усипальниці висічені у два ряди написів  шрифтом «насх» — коранічна (сура XII, вірш 92-й) і хадис.
|  | Величний султан(е), великий Шірваншах, тезка пророка Аллаха, захисник релігії Халілулла - так увічнить Аллах його царство і влада - наказав збудувати світлу усипальницю (гробницю) для своєї матері і свого сина, - хай помилує їх Аллах. вісімсот тридцять дев'ятий рік |

У 1954 році напис на китабі була вивчена вченим-сходознавцем А. Алескерзаде. На китабі, розташованому над порталом усипальниці, ім'я архітектора було зазначено дзеркально. Ім'я архітектора зашифрували тому, що архітекторам на той час було заборонено писати свої імена на будівлях.  За версією азербайджанського вченого, історика-епіграфісти Машадіханум Нейматовойї на китабі ім'я архітектора не було зашифровано. На думку М. С. Нейматової напис читається як: «الحمد لله و الهاهيهي» («Хвала Аллаху і Його благословення»).
Під час археологічних розкопок, проведених у 1947 році, були виявлені шість поховань. Будівля мечеті використовувалося як медресе, внаслідок чого могили в усипальниці були частково пошкоджені.

## Поховання
З написів на китабі відомо, що гробниця була побудована на замовлення ширваншаха Халілуллаха для його матері та сина. Тут також були поховані й інші члени сім'ї Ширваншахів. Під час розкопок 1947 року під зруйнованою підлогою були знайдені кам'яні плити. Було встановлено, що ці кам'яні плити є надгробними плитами семи поховань. Два з цих поховань були порожні. 
Історик XV століття Хондемір у своїй загальній історії «Хабіб ас-сійар» (Друг життєписів) писав, що шах Сефевідів Ісмаїл I обіцяв помститися за батька й діда та спалити кістки Ширваншахів у вогні.  За версією доктора історичних наук Каміля Фархадоглу саме після взяття Баку Сефевідами в 1501 році дві могили усипальниці були спаплюжені.
Придворний поет Палацу Ширваншахів кінця XIV століття — початку XV століття Бадр Ширвані у своїх газелях розповідає про похованих в усипальні. 
В одній з могил був похований Фаррух Ямін (1435—1442) — син ширваншаха. При вивченні останків на кістках черепа і грудної клітки були виявлені нитки. При очищенні було виявлено, що це залишки кафана. Згідно з газелями Бадр Ширвані, похований в усипальниці син ширваншаха помер у віці семи років.
У другій могилі, судячи за останками, покоїться літня жінка. Про це свідчать зуби і крихкість кісток. Бадр Ширвані писав, що ім'я матері ширваншаха було Бике, вона була визнана шанованою жінкою і померла у 839 році гіджри (1435—1436 рр.).
У третій могилі покоїться дружина ширваншаха Шахруха — Ханіка ханум. Бадр Ширваіи згадуючи ім'я Ханіка говорив про «краси гідної султанів». Ханіка була полонянкою ватажка держави Кара-Коюнлу Кара Юсуфа, потім (після його смерті) була доставлена ширваншаху Шахруху, який згодом одружився з нею.
У четвертій могилі був похований шейх Салах, дворічний син ширваншаха. Він жив у 847—849 (1443—1445) роках гіджри. У цій могилі були знайдені глазуровані деталі з кераміки і частини люстри.
П'ята могила — це могила 19-річного Ібрагіма II . У цій могилі також були знайдені фрагмент шовкової тканини, блакитна намистина і золота шпилька довжиною 36 см. Золота шпилька XV століття прикрашена бірюзою і шістьма рубінами. 
Також у гробниці було знайдено великий скелет висотою 2,10 метра. Передбачається, що цей скелет належить самому Халіл-улла I. Поруч зі скелетом були виявлені гребінь та золоті сережки.

## Архітектурні особливості

### Загальне планування і будівництво
Єдиний вхід до гробниці — багато оздоблений портал. При вході до усипальниці є дві маленькі кімнати з правого і лівого баків коридору. Ці кімнати, ймовірно, належали релігійним діячам.
Тюрбе-усипальниця складається з хрестоподібного в плані центрального залу, перекритого куполом, і чотирьох невеликих приміщень із стрілчастими склепіннями. Промальовані купол з частково загостреною вершиною покритий площинними геометричними малюнками і спирається на нескладну систему сферичних вітрил. Така композиція плану характерна для багатьох культових споруд Азербайджану XVII—XVIII століть.  Два приміщення в глибині обсягу, утворені кінцями хреста, розділені на два поверхи, сполучені кам'яними сходами в товщі стіни; вони мали, ймовірно, службове призначення.  Зовнішня поверхня купола над центральним залом колись була облицьована глазурованими цеглинами зеленувато-блакитного кольору. Однак це облицювання не збереглося до наших днів.
Основними елементами інтер'єру, де домінує тектоніка архітектурних мас, є конструктивні форми, доведені до досконалості. Тут послідовно з'являються архітектурні прийоми, які характеризуються майстерністю архітектора Аль-Алі і розробленого ідеального художнього стилю.

### Портал та декорації фасаду
Чітко виділяючись на гладі стін, обсяг порталу з чудовими пропорціями прорізає лінію карниза, виділяючись на тлі стрілчастого купола. Портал являє собою глибоку прямокутну нішу, завершену стрілчастим напів-куполом з рубчастого поверхнею. Основа напів-купола опирається на чотириярусний пояс сталактитів. Архівольти арки покриті стилізованим рослинним орнаментом.  Над її замком розташовані дві арабомовних написи, виконані почерком насх. Тимпани порталу заповнені орнаментом рослинного характеру. Ширина орнаменту — 2 мм, а глибина його подекуди сягає 20 мм. Прямокутна ніша входу переходить чотирма рядами сталактитів у стрілчастий напівкупол. Зовнішня і внутрішня арки сталактитового зводу облямовані джгутами.
На бубні над входом до усипальниці є шестикутна фігура, в якій ім'я «Алі» висічено шість разів. Портал на півметра виступає над входом. На тлі орнаменту рельєфно виступають два однакових симетрично розташованих медальйончики зі стилізованими написами імені зодчого Мухаммед-Алі. Написи рекомендують зодчого як каліграфа, що володіє великим смаком. Восьмигранний кам'яний купол, високо піднімається над дахом будівлі, весь покритий великим геометричним орнаментом.

## Галерея
- План усипальниці Палацу Ширваншахов в розрізі
- Усипальниця Палацу Ширваншахов
- тюрбе
- Залишки полотна ( Кафа ), виявлені в першій гробниці
- Золота шпилька і сережки, знайдені в похованнях